# Dunn County (North Dakota)
Das Dunn County ist ein County im Bundesstaat North Dakota der Vereinigten Staaten. Der Verwaltungssitz (County Seat) ist Manning.

## Geographie
Das County liegt im mittleren Westen von North Dakota und hat eine Fläche von 5393 Quadratkilometern, wovon 188 Quadratkilometer Wasserfläche sind. Es grenzt im Uhrzeigersinn an folgende Countys: Mountrail County, McLean County, Mercer County, Stark County, Billings County und McKenzie County.

## Geschichte
Dunn County wurde am 9. März 1883 gebildet und 1896 aufgelöst. Am 24. Mai 1901 wurde das County erneut geschaffen und am 10. Februar 1908 abschließend organisiert. Benannt wurde es nach John P. Dunn, einem frühen politischen Anführer und Bürgermeister von Bismarck.

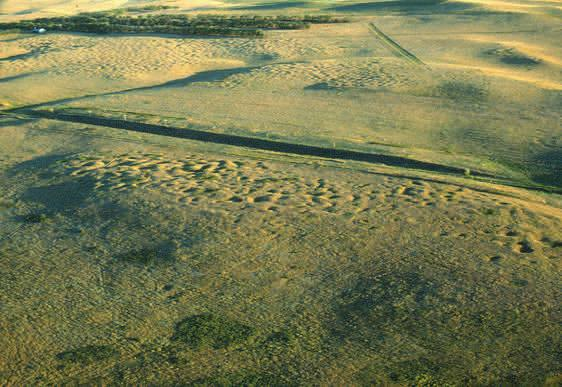
Lynch Knife River Flint Quarry

Im County liegt eine National Historic Landmark, der präkolumbische Steinbruch Lynch Knife River Flint Quarry. Drei Bauwerke und Stätten des Countys sind insgesamt im National Register of Historic Places eingetragen (Stand 22. März 2018).

## Demografische Daten

Alterspyramide des Dunn County

Nach der Volkszählung im Jahr 2000 lebten im Dunn County 3.600 Menschen in 1.378 Haushalten und 986 Familien. Die Bevölkerungsdichte betrug 1 Einwohner pro Quadratkilometer. Ethnisch betrachtet setzte sich die Bevölkerung zusammen aus 86,58 Prozent Weißen, 0,03 Prozent Afroamerikanern, 12,44 Prozent amerikanischen Ureinwohnern und 0,08 Prozent Asiaten. 0,75 Prozent der Bevölkerung waren spanischer oder lateinamerikanischer Abstammung.
Von den 1.378 Haushalten hatten 32,0 Prozent Kinder und Jugendliche unter 18 Jahre, die bei ihnen lebten. 60,3 Prozent waren verheiratete, zusammenlebende Paare, 7,2 Prozent waren allein erziehende Mütter, 28,4 Prozent waren keine Familien, 25,3 Prozent waren Singlehaushalte und in 12,3 Prozent lebten Menschen im Alter von 65 Jahren oder darüber. Die Durchschnittshaushaltsgröße betrug 2,57 und die durchschnittliche Familiengröße lag bei 3,11 Personen.
Auf das gesamte County bezogen setzte sich die Bevölkerung zusammen aus 27,4 Prozent Einwohnern unter 18 Jahren, 5,8 Prozent zwischen 18 und 24 Jahren, 23,6 Prozent zwischen 25 und 44 Jahren, 25,9 Prozent zwischen 45 und 64 Jahren und 17,4 Prozent waren 65 Jahre alt oder darüber. Das Durchschnittsalter betrug 41 Jahre. Auf 100 weibliche Personen kamen 104,2 männliche Personen. Auf 100 Frauen im Alter von 18 Jahren oder darüber kamen statistisch 103,6 Männer.
Das jährliche Durchschnittseinkommen eines Haushalts betrug 30.015 USD, das Durchschnittseinkommen der Familien betrug 34.405 USD. Männer hatten ein Durchschnittseinkommen von 26.226 USD, Frauen 17.143 USD. Das Prokopfeinkommen betrug 14.624 USD. 13,8 Prozent der Familien und 17,5 Prozent Familien lebten unterhalb der Armutsgrenze. Davon waren 21,7 Prozent Kinder oder Jugendliche unter 18 Jahre und 14,2 Prozent waren Menschen über 65 Jahre.